# 도키자와 사토시
도키자와 사토시(일본어: 常澤 聡, 1985년 7월 31일 ~ )는 일본의 전 축구 선수이다.

## 구단 경력
그는 2004년부터 2018년까지 J리그의 도쿄 베르디, 더스파구사쓰 군마, FC 도쿄, 몬테디오 야마가타, FC 기후에서 활동하였다.